# Víctor Hansen
Víctor Hansen (Santo Domingo, 25 febbraio 1960) è un ex cestista, allenatore di pallacanestro e dirigente sportivo dominicano.

## Carriera
Con la Rep. Dominicana ha disputato i Giochi panamericani di Caracas 1983 e tre edizioni dei Campionati americani (1984, 1989, 1993).